# طليعية (سياسة)
في سياق نظرية النضال الثوري الماركسي، فإن الطليعية هي إستراتيجية تقوم بموجبها أكثر أقسام البروليتاريا وعيا سياسيا، والتي توصف عادة بالطليعة الثورية، بتشكيل منظمات من أجل جذب أقسام أكبر من الطبقة العاملة نحو السياسة الثورية، وتقوم بتجسيد القوة السياسية البروليتارية ضد أعدائها الطبقيين.
من الناحية النظرية، ليس المقصود من الطليعة الثورية أن تكون منظمة منفصلة عن الطبقة العاملة التي تحاول التموضع في مركز حركتها وتوجيهها في اتجاه يتفق مع إيديولوجيتها الخاصة. بل تهدف، بدلا من ذلك، أن تكون جزءا عضويا من الطبقة العاملة ذات الوعي الاشتراكي نتيجة لجدلية النضال الطبقي.[بحاجة لمصدر]

## الأسس
كان فلاديمير لينين من أشاع مفهوم الطليعة السياسية الذي وضعه كارل كاوتسكي، طارحا أفكاره في الموضوع في أحد مؤلفاته المبكرة، ما العمل؟. فيه قال لينين إن صعوبة فهم الماركسية وعداء المؤسسة (الدولة الاستبدادية وشبه الإقطاعية في روسيا الإمبراطورية) لها يتطلب مجموعة متماسكة من الأفراد المتجندين من طليعة الطبقة العاملة لحماية الأيديولوجية الثورية في ظل الظروف الخاصة التي قدمها النظام القيصري في ذلك الحين. بينما كان لينين يرغب في تنظيم ثوري أقرب إلى الحزب الاشتراكي الديمقراطي الألماني المعاصر في ألمانيا، والذي كان مفتوحا للجمهور وأكثر ديمقراطية في التنظيم، فإن الاستبداد الروسي منع هذا. بحسب النظام الداخلي للحزب الاشتراكي الديمقراطي الألماني: «يعتبر عضوا في الحزب كل من يعترف بمبادئ برنامج الحزب ويؤيد الحزب ويؤيد الحزب قدر الطاقة.» يمكن لهذا الطرف، من الناحية النظرية، أن يكون شفافا تماما: «ولما كان الميدان السياسي كله مكشوفا أمام الجميع كالمسرح أمام النظارة». إن الحزب الذي يفترض أنه نفذ الديمقراطية إلى حد أن «المراقبة العامة (بمعنى الكلمة الحرفي) على كل خطوة يخطوها رجل الحزب في حياته السياسية تخلق آلية تعمل بصورة أوتوماتيكية وتضمن ما يسمونه في علم الحياة بـ "بقاء الأصلح"».

لذا حتم القمع السياسي استخدام العمل السري، حيث يكون حزب الطليعة قائما لسببين. أولا، من شأنه أن يحمي الماركسية من الفساد الخارجي من الأفكار الأخرى، فضلا عن دفع مفاهيمها. ثانيا، سيقوم بتثقيف البروليتاريا حول الماركسية من أجل تطهيرها من «الوعي الفردي الزائف» وغرس «الوعي الطبقي» الثوري فيها.
إذا نجح الحزب في تحقيق هذه الغاية، عشية الثورة، فإن كتلة حرجة من أعضاء الطبقة العاملة ستكون مستعدة للعمل على تحول المجتمع. وعلاوة على ذلك، فإن عددا كبيرا منهم، وهم أكثر أعضاءها تفان، سينتمون إلى كوادر الحزب بوصفهم ثوريين محترفين، وينتخبون لمناصب قيادية من جانب جمهور أعضاء الحزب. وبالتالي فإن المنظمة سرعان ما ستشمل الطبقة العاملة بأكملها.
وبمجرد أن اكتسبت البروليتاريا الوعي الطبقي، وبالتالي كانت مستعدة للثورة ضد الطبقات الحاكمة، فإن حزب الطليعة سيخدم غاية أخرى. سيقوم الحزب بتنسيق البروليتاريا من خلال ثورته بواسطة العمل كنوع من مراكز القيادة العسكرية. تلك، وفقا للينينين، وظيفة حيوية لأنه يمكن أحيانا سحق الثورات الجماعية بسهولة من قبل جيش منضبط تابع للطبقات الحاكمة. وستكون الطليعة بمثابة قادة التمرد، اختيروا لمناصبهم من خلال «الانتقاء الطبيعي الديمقراطي».[بحاجة لمصدر]
ويرى لينين أنه بعد الثورة، ستنفذ الطبقة العاملة ديكتاتورية البروليتاريا لحكم دولة العامل الجديد من خلال المرحلة الأولى من الشيوعية. وهنا يمكن القول إن الطليعة ستختفي، لأن كل المجتمع يتكون في تلك المرحلة من الثوريين.

## الحزب السياسي
حزب الطليعة هو حزب سياسي في مقدمة حركة سياسية واسعة الحركة ومقدمة الثورة. من الناحية العملية، كان أول من طبق مفهوم حزب الطليعة، المكون من ثوريين محترفين، الحزب البلشفي في الثورة الروسية عام 1917. وقد صاغ لينين، أول زعيم للبلاشفة، المصطلح وحاجج بأن مثل هذا الحزب كان ضروريا من أجل توفير القيادة العملية والسياسية التي من شأنها أن تدفع البروليتاريا لتحقيق ثورة شيوعية. وبالتالي، كمفهوم ومصطلح في العلوم السياسية، غالبا ما يرتبط حزب الطليعة مع اللينينية. ومع ذلك، توجد مفاهيم مماثلة (تحت أسماء مختلفة) أيضا في أيديولوجيات ثورية أخرى.
طرح فريدريخ إنجلز وكارل ماركس مفهوم حزب الطليعة باعتباره المؤهل الوحيد لقيادة البروليتاريا سياسيا في الثورة؛ في الفصل الثاني: «البروليتاريون والشيوعيون» من البيان الشيوعي (1848)، قالوا:

والهدف الأول للشيوعيين هو الهدف نفسه لكل الأحزاب البروليتارية الأخرى: تشكّل البروليتاريا في طبقة، إسقاط هيمنة البرجوازية، واستيلاء البروليتاريا عن السّلطة السياسية.وفقا لفلاديمير لينين، فإن الغرض من حزب الطليعة هو إنشاء ديكتاتورية البروليتاريا؛ بدعم من الطبقة العاملة. تغيير الطبقة الحاكمة، من البرجوازية إلى البروليتاريا، مما يتيح التطور التم للاشتراكية. في أوائل القرن العشرين، قال لينين إن حزب الطليعة سيقود الثورة لإسقاط الحكومة القيصرية القائمة، ونقل السلطة الحكومية إلى الطبقة العاملة. في الكراس ما العمل؟ (1902)، قال لينين إن حزب الطليعة الثوري، الذي يتم تجنيده في الغالب من الطبقة العاملة، ينبغي أن يقود الحملة السياسية، لأن تلك هي السبيل الوحيدة الذي يمكن فيها للبروليتاريا أن تقوم بثورة ناجحة؛ خلافا للحملة الاقتصادية للنضال النقابي التي تنادي بها الأحزاب السياسية الاشتراكية الأخرى، وبعد ذلك اللاسلطويون النقابيون. ومثل كارل ماركس، ميّز لينين بين جانبي الثورة، الحملة الاقتصادية (الإضراب عن العمل من أجل زيادة الأجور وتسويات العمل)، والتي تضمنت قيادة جماعية مشتتة. والحملة السياسية (التغييرات الاشتراكية في المجتمع)، والتي تضمنت القيادة الثورية الحاسمة لحزب الطليعة البلشفية.

### ماركسية-لينينة
عندما استطلع لينين الوسط الأوروبي في أواخر 1890ات، وجد العديد من المشاكل النظرية في ماركسية أواخر القرن التاسع عشر. على عكس ما توقعه كارل ماركس، ازدادت الرأسمالية قوة في الثلث الأخير من القرن التاسع عشر. في أوروبا الغربية، أصبحت الطبقة العاملة أكثر فقرا، بدلا من أن يصبحوا تقدميين سياسيا، فشل المفكرون؛ وبالتالي، العمال ونقاباتهم في تطوير وعي طبقي ثوري، كما توقع ماركس، على الرغم من أنهم واصلوا العمل من أجل تحسين الأجور وظروف العمل. ولشرح قلة نمو ذلك الوعي السياسي، قال لينين إن تقسيم العمل في مجتمع رأسمالي برجوازي منعت ظهور وعي طبقي بروليتاري، وذلك بسبب أيام العمل الطويلة التي تراوحت بين عشرة إلى اثني عشر ساعة التي عملها العمال في المصانع، فلم يملكوا الوقت لتعلم وتطبيق النظرية الماركسية بتعقيداتها الفلسفية. وأخيرا، في محاولة لإحداث ثورة في الإمبراطورية الروسية القيصرية (1721-1917)، واجه لينين مشكلة النظام الأوتوقراطي الذي حظر جميع الأنشطة السياسية تقريبا. على الرغم من أن الأوتوقراطية القيصرية لم تتمكن من فرض حظر على الأفكار السياسية، حتى عام 1905 - عندما وافق القيصر نيقولا الثاني (1894-1917) على تشكيل مجلس دوما وطني - قامت الأوكرانا، الشرطة السرية القيصرية، بقمع كل مجموعة سياسية تسعى إلى تحقيق تغيير اجتماعي وسياسي بما في ذلك تلك التي لها برنامج ديمقراطي.
ولمواجهة هذه الظروف السياسية، قال لينين إن وجود تنظيم ثوري مهني ضروري لتنظيم وقيادة العمال الأكثر وعيا طبقيا إلى حركة متماسكة سياسيا. حول الصراع الطبقي الروسي، في كتاب ما العمل؟ (1902)، ضد الاتجاه «الاقتصادي» للأحزاب الاشتراكية (الذي اعتبر أن الطبقة العاملة ستطور وعيا ثوريا بمجرد المطالبة بتحسينات اقتصادية فقط)، قال لينين إن «ولنا في تاريخ جميع البلدان شاهد على أن الطبقة العاملة لا تستطيع أن تكسب بقواها الخاصة فقط غير الوعي التريديونيوني». وأنه في ظل قيادة النقابات الإصلاحية، لا يمكن للطبقة العاملة إلا أن تشن تمردات محلية عفوية لتحسين موقفها السياسي داخل النظام الرأسمالي، وأن الوعي الثوري تطور بشكل غير متكافئ. ومع ذلك، كان لينين متفائلا بشأن قدرة الطبقة العاملة على تطوير الوعي الطبقي الثوري، وقال أن العنصر المفقود لتصعيد الصراع الطبقي ليصبح ثورة هو تنظيم سياسي يمكنه التعبير عن جذرية الطليعة السياسية للطبقة العاملة، الذي سيجذب حينها العديد من العمال بعيدا عن السياسات الوسطية للقادة الإصلاحيين في نقابات العمال.
هناك اعتقاد شائع أن لينين آمن بأن أصحاب الوعي الطبقي هم المثقفون العامون الذين جعلوا من رسالتهم التآمر على النظام الرأسمالي، وتثقيف الجمهور في النظرية الثورية، وإعداد العمال للثورة البروليتارية ولديكتاتورية للبروليتاريا التي ستتبعها. ومع ذلك، على عكس منافسيه المناشفة، تميز لينين بعدائه للمثقفين البرجوازيين، وكان يُنتَقد بشكل روتيني لمبالغته بالوثوق في القدرة الفكرية للطبقة العاملة على تحويل المجتمع من خلال نضالاتها السياسية.[بحاجة لمصدر]
مثل المنظمات السياسية الأخرى التي سعت إلى تغيير المجتمع الإمبراطوري الروسي، لجأ الحزب البلشفي لينين إلى التآمر، والعمل السياسي السري. ضد القمع القيصري، حث لينين على ضرورة قصر العضوية على الأشخاص الذين تلقوا تدريبا مهنيا لمحاربة الأوكرانا (الشرطة السرية)؛[بحاجة لمصدر] ومع ذلك، كان الحزب البلشفي في جوهره منظمة مرنة بشكل استثنائي قام بتكييف السياسة بشكل عملي مع تغير الأوضاع السياسية. بعد ثورة 1905، اقترح لينين أن على الحزب البلشفي «فتح أبوابه» للطبقة العاملة المتشددة، التي سرعان ما أصبحت جذرية سياسيا، حتى يصبح الحزب حزبا سياسيا جماهيريا ذو جذور حقيقية في حركة الطبقة العاملة.
إن مفهوم «الطليعة»، كما استخدمه لينين قبل عام 1917، لا يعني بالضرورة نظام الحزب الواحد. اعتبر لينين أن الاشتراكيين الديمقراطيين (البلاشفة) هم العناصر الرئيسية في نضال ديمقراطي متعدد الطبقات (ومتعدد الأحزاب) ضد القيصرية. حتى بعد ثورة أكتوبر، عمل البلاشفة (الذين غيروا اسمهم الآن للحزب الشيوعي) في السوفييات والنقابات وغيرها من المنظمات الجماهيرية العاملة أسوة بالأحزاب الثورية الأخرى، مثل المناشفة والاشتراكيين الثوريين  والشيوعيين اللاسلطويون، وكثيرا ما انتخب السوفيت المحلي أغلبية غير بلشفية. في هذا السياق، اعتبر لينين البلاشفة الطليعة من حيث كونهم المدافعين الأكثر اتساقا عن السلطة السوفيتية (التي اعتبرها ديكتاتورية البروليتاريا أو «الدولة الكومونة»). ومع ذلك، تغير هذا الوضع تغيرا جذريا خلال الحرب الأهلية الروسية والانهيار الاقتصادي، الذي أهلك الطبقة العاملة ومؤسساتها المستقلة، ورأى تطور الصراعات التي لا يمكن التوفيق بينها وبين البلاشفة ومنافسيهم. في المؤتمر العاشر للحزب الشيوعي الروسي (البلشفي) في عام 1921، حول الحزب حكم الأمر الواقع إلى حكم القانون من خلال حظر أحزاب المعارضة وإضفاء الطابع الرسمي على نظام الحزب الواحد.
وهكذا، استخدم البلاشفة مفهوم حزب الطليعة لتبرير قمعهم للأحزاب الأخرى. وأخذوا الخط القائل بأنه بما أنهم طليعة البروليتاريا، فلا يمكن التشكيك بحقهم في الحكم بصورة مشروعة. وبالتالي، لا يمكن السماح لأحزاب المعارضة بالوجود. من 1936 فصاعدا، كرست الدساتير المبنية على الشيوعية هذا المفهوم عن طريق منح الأحزاب الشيوعية «دورا قياديا» في المجتمع - وهو نص أُوِّل على أنه إما حظر للاحزاب أخرى تماما أو إجبارهم على قبول حق الشيوعيين المكفول بالحكم باعتباره شرطا للسماح لهم بالوجود.
في القرن العشرين، واصل الحزب الشيوعي السوفيتي باعتبار نفسه فيما المؤسسة التي تجسد الوعي السياسي الماركسي اللينيني في الاتحاد السوفياتي؛ وذاك مكمن تبرير سيطرتها السياسية على المجتمع السوفيتي. وتشير المادة 6 من دستور الاتحاد السوفياتي لعام 1977 إلى الحزب الشيوعي السوفيتي باعتباره «القوة القائدة والمرشدة للمجتمع السوفيتي ونواة نظامها السياسي، من بين كافة المنظمات الحكومية والمنظمات العامة». إن الحزب الشيوعى السوفيتي، تحديدا لاعتناقه الأيديولوجية الماركسية اللينينية، قد حدد التطور العام للمجتمع، ووجه السياسة المحلية والخارجية، و «يضفي شخصية  قائمة مخططة ومنهجية» لنضال الشعب السوفيتي من أجل انتصار الشيوعية.
ومع ذلك، فإن الدور السياسي لحزب الطليعة، كما أوضح لينين، متنازع عليه بين الحركة الشيوعية المعاصرة. معاصر لينين في الحزب البلشفي، ليون تروتسكي، قام بمزيد من التطوير لمفهوك حزب الطليعة مع إنشاء الأممية الرابعة. واقترح تروتسكي، الذي آمن بفكرة الثورة العالمية الدائمة، أن حزب الطليعة يجب أن يكون حزبا سياسيا دوليا ينظم أكثر الناشطين المتشددين في الطبقات العاملة في بلدان العالم. على الرغم من أن الأممية الرابعة الدولية قد اضمحلت بعد وفاة تروتسكي، لا تزال هناك بعض الجهود لإحياء مفهوم حزب الطليعة الدولية.

### استخدامات أخرى
على الرغم من أن لينين صقل فكرة من القيادة الطبقية التي يتم تشكيلها من طليعة بروليتارية لوصف الأحزاب الماركسية اللينينية على وجه التحديد، إلا أن المصطلح يستخدم أيضا لوصف العديد من الحركات المبنية على قيادة نخبة صغيرة في بداياتها.

## راجع أيضا
- أنطونيو غرامشي
- بلانكية
- مركزية ديمقراطية